# Oô
Oô (en occitan gascon : Òu) est une commune française située dans le sud-ouest du département de la Haute-Garonne, en région Occitanie.
Sur le plan historique et culturel, la commune est dans le pays de Comminges, correspondant à l’ancien comté de Comminges, circonscription de la province de Gascogne située sur les départements actuels du Gers, de la Haute-Garonne, des Hautes-Pyrénées et de l'Ariège. Exposée à un climat de montagne, elle est drainée par la Neste d'Oô et par divers autres petits cours d'eau. La commune possède un patrimoine naturel remarquable : deux sites Natura 2000 (les « vallées du Lis, de la Pique et d'Oô » et la « haute vallée d'Oô ») et cinq zones naturelles d'intérêt écologique, faunistique et floristique.
Oô est une commune rurale qui compte 103 habitants en 2022, après avoir connu un pic de population de 433 habitants en 1846. Elle fait partie de l'aire d'attraction de Bagnères-de-Luchon. Ses habitants sont appelés les Onésiens ou  Onésiennes.
Le patrimoine architectural de la commune comprend un immeuble protégé au titre des monuments historiques : la tour à signaux de Castet, inscrite en 1950.

## Géographie

### Localisation
La commune d'Oô se trouve dans le département de la Haute-Garonne, en région Occitanie et est frontalière avec l'Espagne (Aragon).
Elle se situe à 118 km à vol d'oiseau de Toulouse, préfecture du département, à 39 km de Saint-Gaudens, sous-préfecture, et à 7 km de Bagnères-de-Luchon, bureau centralisateur du canton de Bagnères-de-Luchon dont dépend la commune depuis 2015 pour les élections départementales.
La commune fait en outre partie du bassin de vie de Bagnères-de-Luchon.
Les communes les plus proches sont : 
Gouaux-de-Larboust (1,5 km), Garin (1,6 km), Cathervielle (1,6 km), Poubeau (1,9 km), Cazeaux-de-Larboust (2,2 km), Billière (2,3 km), Portet-de-Luchon (2,4 km), Castillon-de-Larboust (2,4 km).
Sur le plan historique et culturel, Oô fait partie du pays de Comminges, correspondant à l’ancien comté de Comminges, circonscription de la province de Gascogne située sur les départements actuels du Gers, de la Haute-Garonne, des Hautes-Pyrénées et de l'Ariège.
Oô est limitrophe de six autres communes, dont deux dans le département des Hautes-Pyrénées et une en Espagne.
Les communes limitrophes sont  Cazeaux-de-Larboust, Garin, Germ, Gouaux-de-Larboust et Loudenvielle.
| Gouaux-de-Larboust             | Garin              |                     |
| Germ (Hautes-Pyrénées)         | Oô,                | Cazeaux-de-Larboust |
| Loudenvielle (Hautes-Pyrénées) | Benasque (Espagne) |                     |

### Géologie et relief
La superficie de la commune est de 3 253 hectares ; son altitude varie de 3 222  à   954 mètres.

### Hydrographie

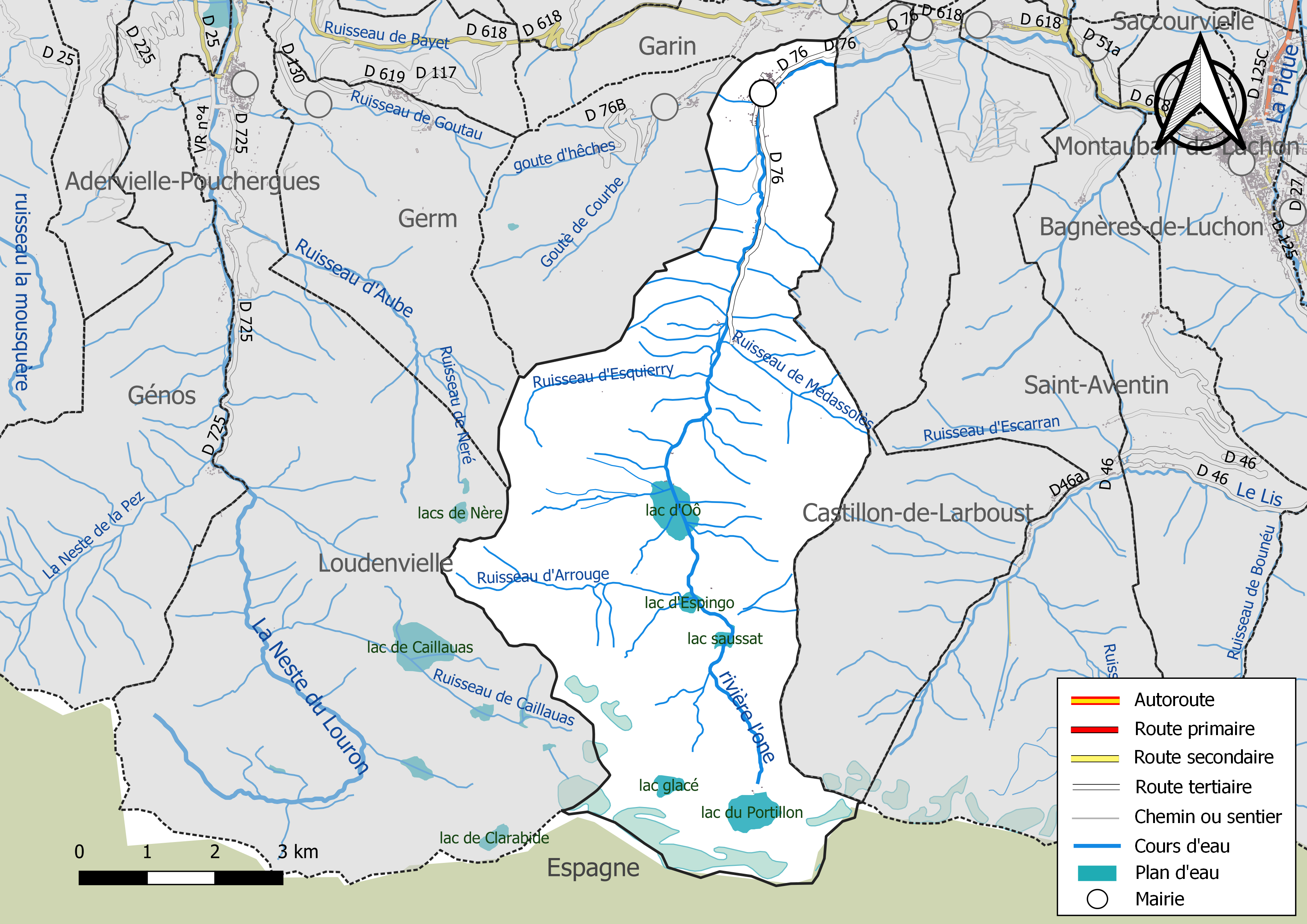
Réseaux hydrographique et routier d'Oô.

La commune est dans le bassin de la Garonne, au sein du bassin hydrographique Adour-Garonne. Elle est drainée par la Neste d'Oô, un bras de la Neste d'Oô, Coume de l'Abesque, Goutè de Courbe, le ruisseau d'Arrouge, le ruisseau de Médassolès, le ruisseau d'Esquierry et par divers petits cours d'eau, constituant un réseau hydrographique de 64 km de longueur totale,.
La Neste d'Oô, d'une longueur totale de 20,9 km, prend sa source dans la commune et s'écoule vers le nord puis se réoriente vers l'est. Elle traverse la commune et se jette dans la Pique à Bagnères-de-Luchon, après avoir traversé 7 communes.

### Climat
Pour des articles plus généraux, voir Climat de l'Occitanie et Climat de la Haute-Garonne.
En 2010, le climat de la commune est de type climat de montagne, selon une étude s'appuyant sur une série de données couvrant la période 1971-2000. En 2020, Météo-France publie une typologie des climats de la France métropolitaine dans laquelle la commune est exposée à un climat de montagne ou de marges de montagne et est dans la région climatique Pyrénées centrales, caractérisée par une pluviométrie annuelle de 1 000 à 1 200 mm.
Pour la période 1971-2000, la température annuelle moyenne est de 9,5 °C, avec une amplitude thermique annuelle de 14,5 °C. Le cumul annuel moyen de précipitations est de 1 176 mm, avec 9,6 jours de précipitations en janvier et 8,5 jours en juillet. Pour la période 1991-2020, la température moyenne annuelle observée sur la station météorologique la plus proche, située dans la commune de Bagnères-de-Luchon à 7 km à vol d'oiseau, est de 11,5 °C et le cumul annuel moyen de précipitations est de 940,5 mm,. Pour l'avenir, les paramètres climatiques de la commune estimés pour 2050 selon différents scénarios d’émission de gaz à effet de serre sont consultables sur un site dédié publié par Météo-France en novembre 2022.

### Milieux naturels et biodiversité

#### Réseau Natura 2000

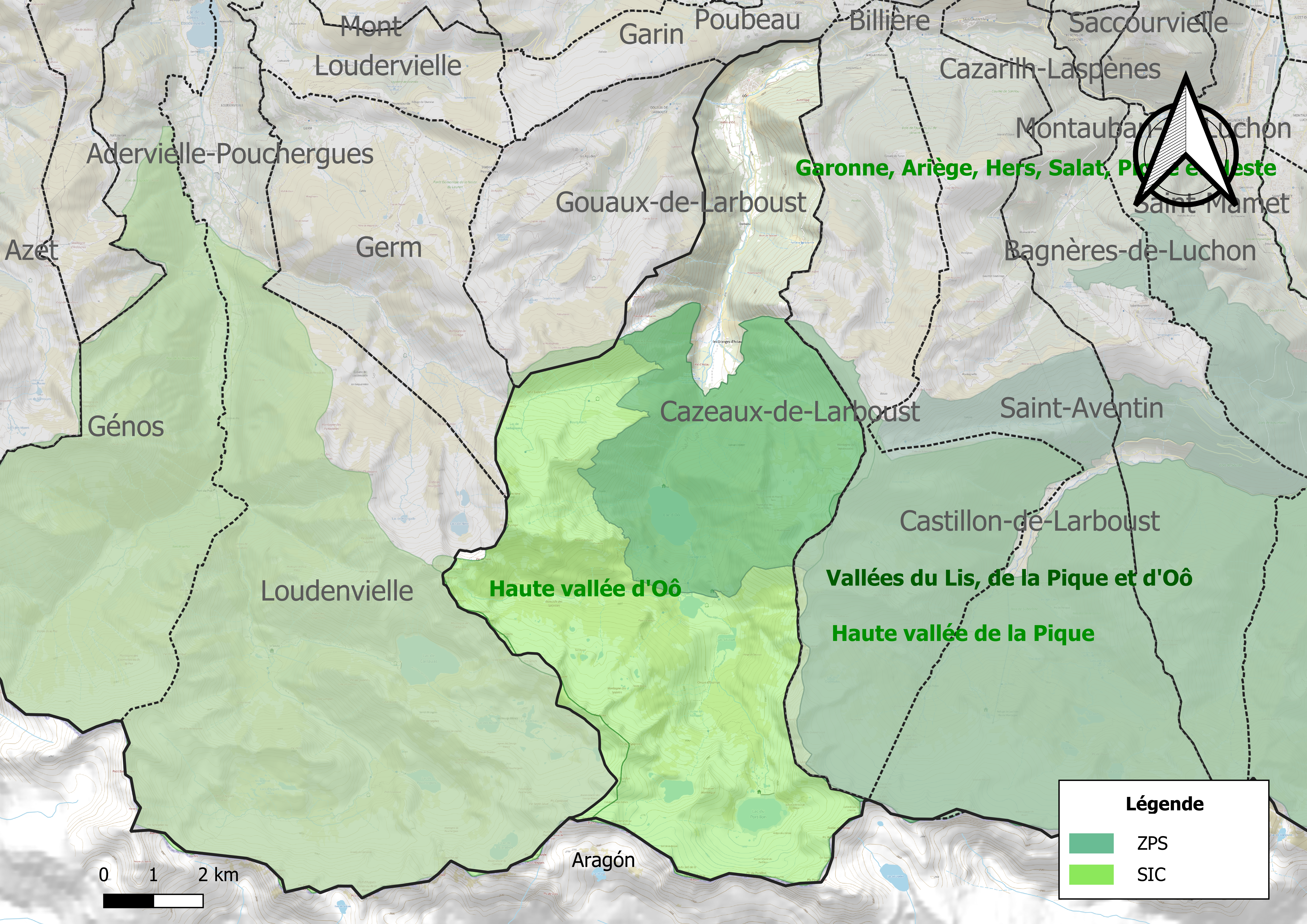
Site Natura 2000 sur le territoire communal.

Le réseau Natura 2000 est un réseau écologique européen de sites naturels d'intérêt écologique élaboré à partir des directives habitats et oiseaux, constitué de zones spéciales de conservation (ZSC) et de zones de protection spéciale (ZPS).
Un site Natura 2000 a été défini dans la commune au titre de la directive habitats :
- la « haute vallée d'Oô », d'une superficie de 3 407 ha, une vallée de haute montagne avec des vallons latéraux, marqués par l'érosion glaciaire. La végétation est caractérisée par une grande richesse des habitats, avec la présence d'espèces de la directive Habitats comme le Desman des Pyrénées et l'Ours brun (réintroduit). Par ailleurs, il existe une faune montagnarde caractéristique notamment de rapaces, d'oiseaux forestiers (pic à dos blanc), ou de mammifères : Chat sauvage par exemple[21] ;

et un au titre de la directive oiseaux : 
- les « vallées du Lis, de la Pique et d'Oô », d'une superficie de 10 515 ha, hébergeant une avifaune de montagne bien représentée avec treize espèces de l'Annexe 1 se reproduisant sur le site. Parmi ces espèces figurent des populations remarquables pour l'Aigle Royal, la Chouette de Tengmalm, le Grand Tétras, le Lagopède alpin, le Pic à dos blanc, le Gypaète barbu, le Milan Royal et le Faucon pèlerin[22].

#### Zones naturelles d'intérêt écologique, faunistique et floristique

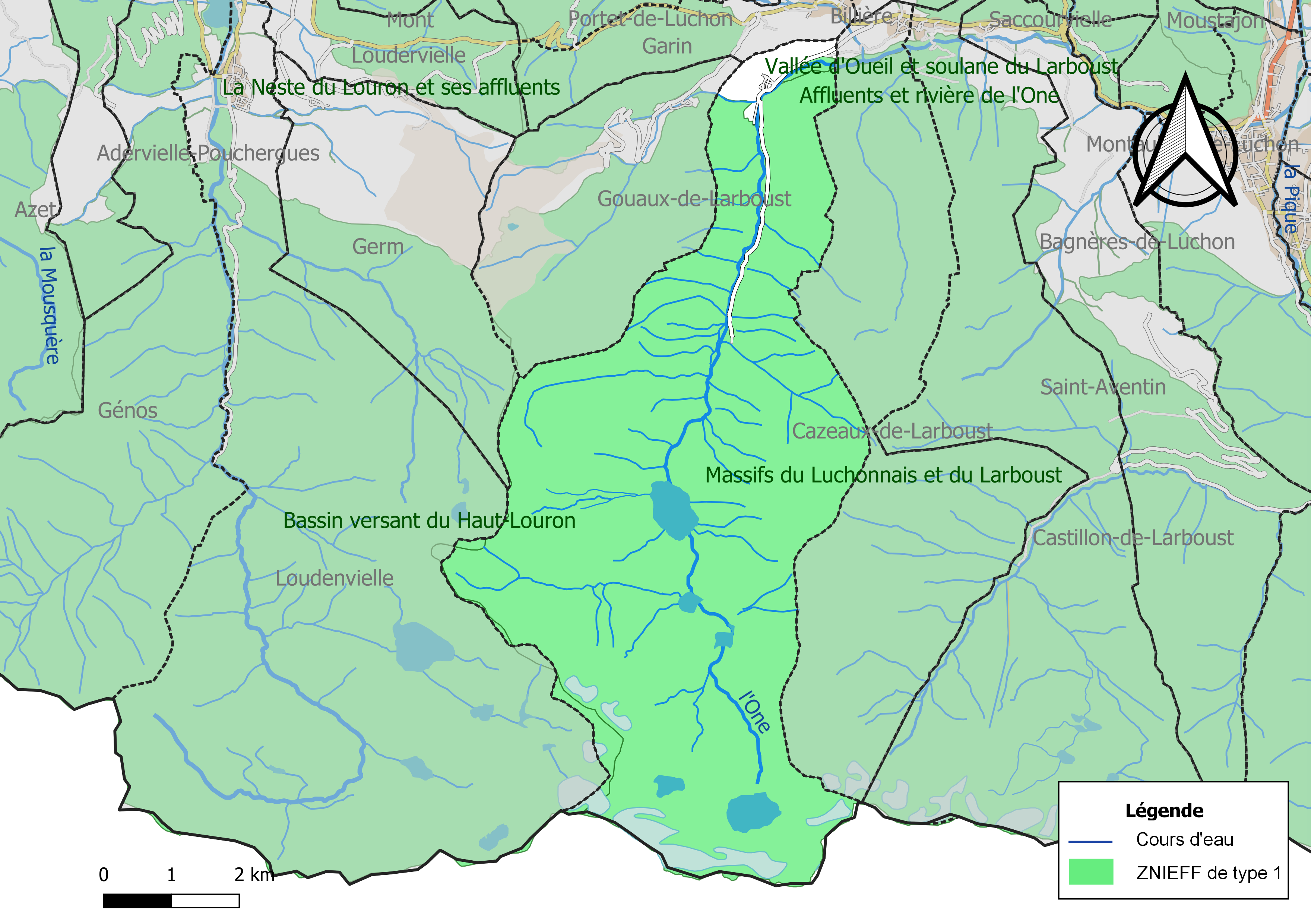
Carte des ZNIEFF de type 1 localisées dans la commune.

L’inventaire des zones naturelles d'intérêt écologique, faunistique et floristique (ZNIEFF) a pour objectif de réaliser une couverture des zones les plus intéressantes sur le plan écologique, essentiellement dans la perspective d’améliorer la connaissance du patrimoine naturel national et de fournir aux différents décideurs un outil d’aide à la prise en compte de l’environnement dans l’aménagement du territoire.
Trois ZNIEFF de type 1 sont recensées dans la commune :
- les « affluents et rivière de l'One » (61 ha), couvrant 12 communes du département[24] ;
- le « bassin versant du Haut-Louron » (6 872 ha), couvrant 8 communes dont deux dans la Haute-Garonne et six dans les Hautes-Pyrénées[25],
- les « massifs du Luchonnais et du Larboust » (16 267 ha), couvrant 13 communes dont dix dans la Haute-Garonne et trois dans les Hautes-Pyrénées[26] ;

et deux ZNIEFF de type 2, : 
- la « Haute montagne en Haute-Garonne » (33 294 ha), couvrant 49 communes dont 41 dans la Haute-Garonne et huit dans les Hautes-Pyrénées[27] ;
- la « vallée du Louron » (16 472 ha), couvrant 30 communes dont six dans la Haute-Garonne et 24 dans les Hautes-Pyrénées[28].

## Urbanisme

### Typologie
Au 1er janvier 2024, Oô est catégorisée commune rurale à habitat dispersé, selon la nouvelle grille communale de densité à sept niveaux définie par l'Insee en 2022.
Elle est située hors unité urbaine. Par ailleurs la commune fait partie de l'aire d'attraction de Bagnères-de-Luchon, dont elle est une commune de la couronne,. Cette aire, qui regroupe 44 communes, est catégorisée dans les aires de moins de 50 000 habitants,.

### Occupation des sols
L'occupation des sols de la commune, telle qu'elle ressort de la base de données européenne d’occupation biophysique des sols Corine Land Cover (CLC), est marquée par l'importance des forêts et milieux semi-naturels (95,2 % en 2018), une proportion identique à celle de 1990 (95,2 %). La répartition détaillée en 2018 est la suivante : 
espaces ouverts, sans ou avec peu de végétation (42,4 %), milieux à végétation arbustive et/ou herbacée (34,6 %), forêts (18,2 %), prairies (2 %), eaux continentales (1,8 %), zones agricoles hétérogènes (0,9 %). L'évolution de l’occupation des sols de la commune et de ses infrastructures peut être observée sur les différentes représentations cartographiques du territoire : la carte de Cassini (XVIIIe siècle), la carte d'état-major (1820-1866) et les cartes ou photos aériennes de l'IGN pour la période actuelle (1950 à aujourd'hui).

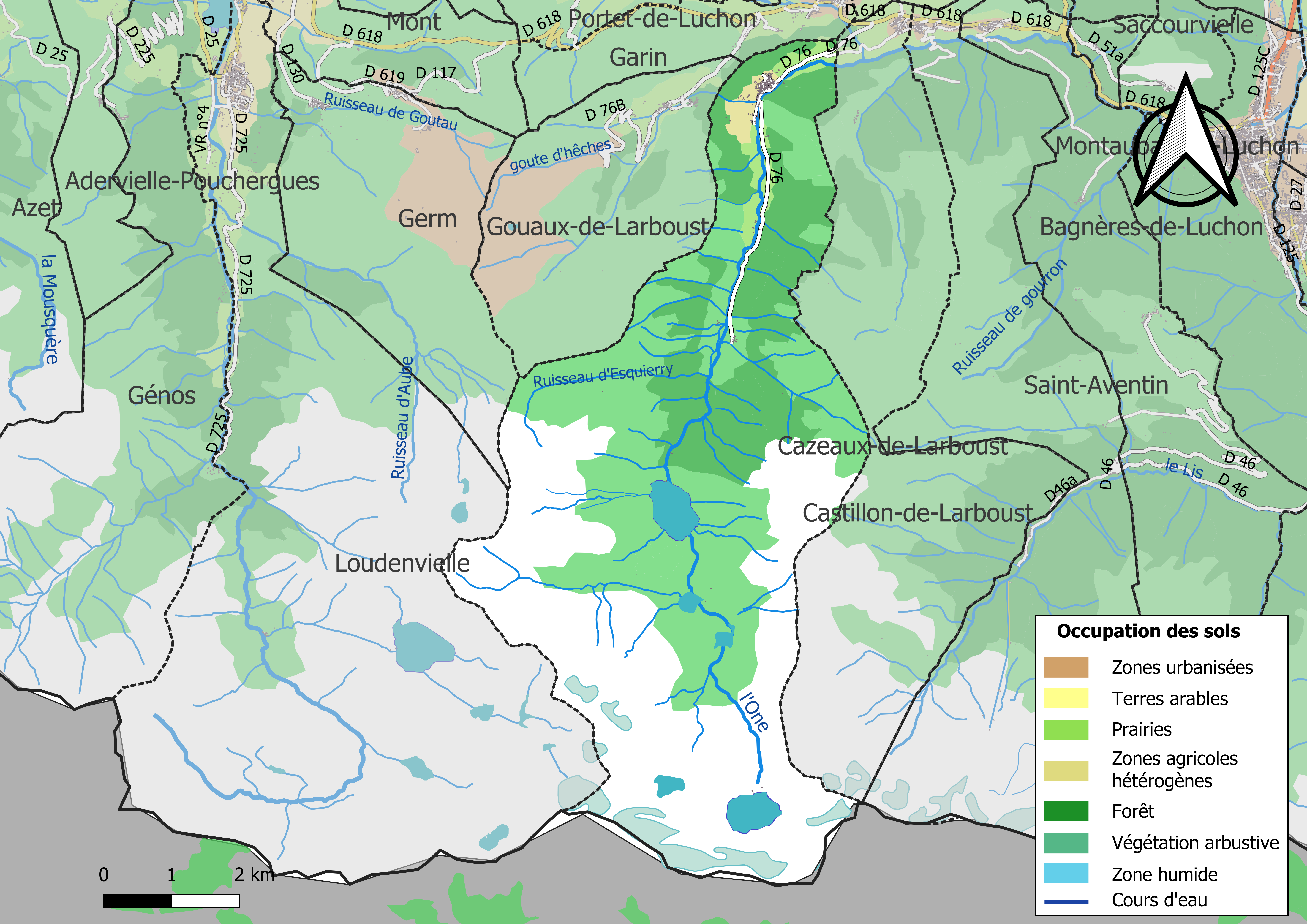
Carte des infrastructures et de l'occupation des sols de la commune en 2018 (CLC).

### Voies de communication et transports
Accès par les routes départementales 618 et D 76, ainsi qu'en gare de Luchon située sur la ligne de Montréjeau à Luchon.

### Risques majeurs
Le territoire de la commune d'Oô est vulnérable à différents aléas naturels : météorologiques (tempête, orage, neige, grand froid, canicule ou sécheresse), inondations, feux de forêts, mouvements de terrains, avalanche  et séisme (sismicité moyenne). Il est également exposé à un risque technologique, la rupture d'un barrage, et à un risque particulier : le risque de radon. Un site publié par le BRGM permet d'évaluer simplement et rapidement les risques d'un bien localisé soit par son adresse soit par le numéro de sa parcelle.

#### Risques naturels
Certaines parties du territoire communal sont susceptibles d’être affectées par le risque d’inondation par débordement de cours d'eau, notamment la Neste d'Oô. La commune a été reconnue en état de catastrophe naturelle au titre des dommages causés par les inondations et coulées de boue survenues en 1982, 1999, 2009, 2013 et 2018,.
Un plan départemental de protection des forêts contre les incendies a été approuvé par arrêté préfectoral du 25 septembre 2006. Oô est exposée au risque de feu de forêt du fait de la présence sur son territoire du massif des Pyrénées. Il est ainsi défendu aux propriétaires de la commune et à leurs ayants droit de porter ou d’allumer du feu dans l'intérieur et à une distance de 200 mètres des bois, forêts, plantations, reboisements ainsi que des landes. L’écobuage est également interdit, ainsi que les feux de type méchouis et barbecues, à l’exception de ceux prévus dans des installations fixes (non situées sous couvert d'arbres) constituant une dépendance d'habitation,

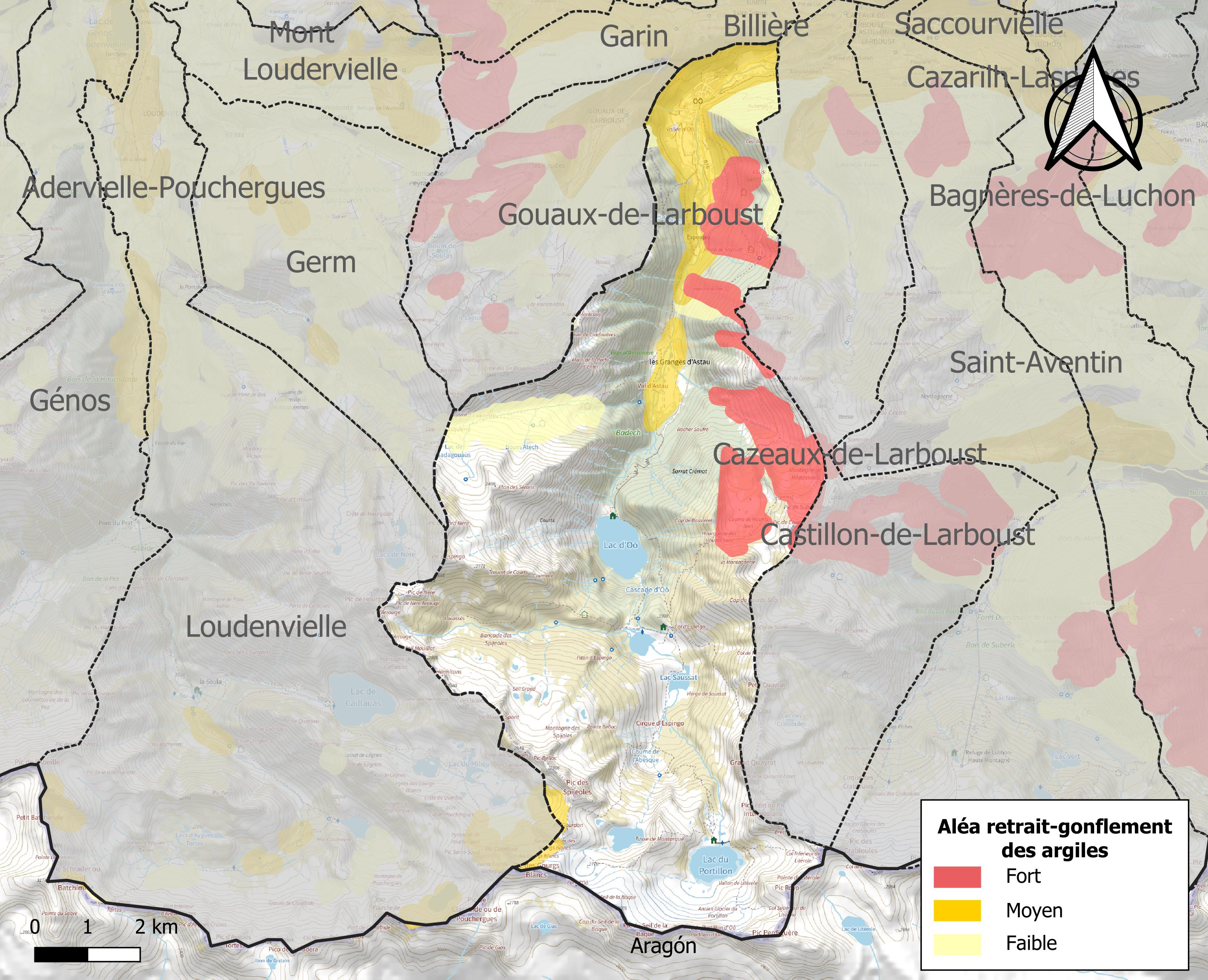
Carte des zones d'aléa retrait-gonflement des sols argileux d'Oô.

La commune est vulnérable au risque de mouvements de terrains constitué principalement du retrait-gonflement des sols argileux. Cet aléa est susceptible d'engendrer des dommages importants aux bâtiments en cas d’alternance de périodes de sécheresse et de pluie. 16,7 % de la superficie communale est en aléa moyen ou fort (88,8 % au niveau départemental et 48,5 % au niveau national). Sur les 112 bâtiments dénombrés dans la commune en 2019, 107 sont en aléa moyen ou fort, soit 96 %, à comparer aux 98 % au niveau départemental et 54 % au niveau national. Une cartographie de l'exposition du territoire national au retrait gonflement des sols argileux est disponible sur le site du BRGM,.
Par ailleurs, afin de mieux appréhender le risque d’affaissement de terrain, l'inventaire national des cavités souterraines permet de localiser celles situées dans la commune.
Concernant les mouvements de terrains, la commune a été reconnue en état de catastrophe naturelle au titre des dommages causés par des mouvements de terrain en 1999.

#### Risques technologiques
La commune est en outre située en aval du barrage du Portillon sur la Neste d'Oô. À ce titre elle est susceptible d’être touchée par l’onde de submersion consécutive à la rupture de cet ouvrage.

#### Risque particulier
Dans plusieurs parties du territoire national, le radon, accumulé dans certains logements ou autres locaux, peut constituer une source significative d’exposition de la population aux rayonnements ionisants. Certaines communes du département sont concernées par le risque radon à un niveau plus ou moins élevé. Selon la classification de 2018, la commune d'Oô est classée en zone 3, à savoir zone à potentiel radon significatif.

## Toponymie
Le terme eo ou oo signifiait « lac », mais il n'a résisté sous cette forme que pour le village et le lac d'Oô. Le « lac d'Oô » est donc un toponyme pléonastique : « le lac du lac ».
Ce terme se retrouve dans d'autres toponymes Pyrenéens :
- Le lac d'Orédon : oo rédon, le lac rond
- Le lac d'Aubert : oo bert, le lac vert
- Le lac d'Aumar : oo mar, le lac du lac ou le lac-mer, selon l'interprétation de mar[40]

## Histoire

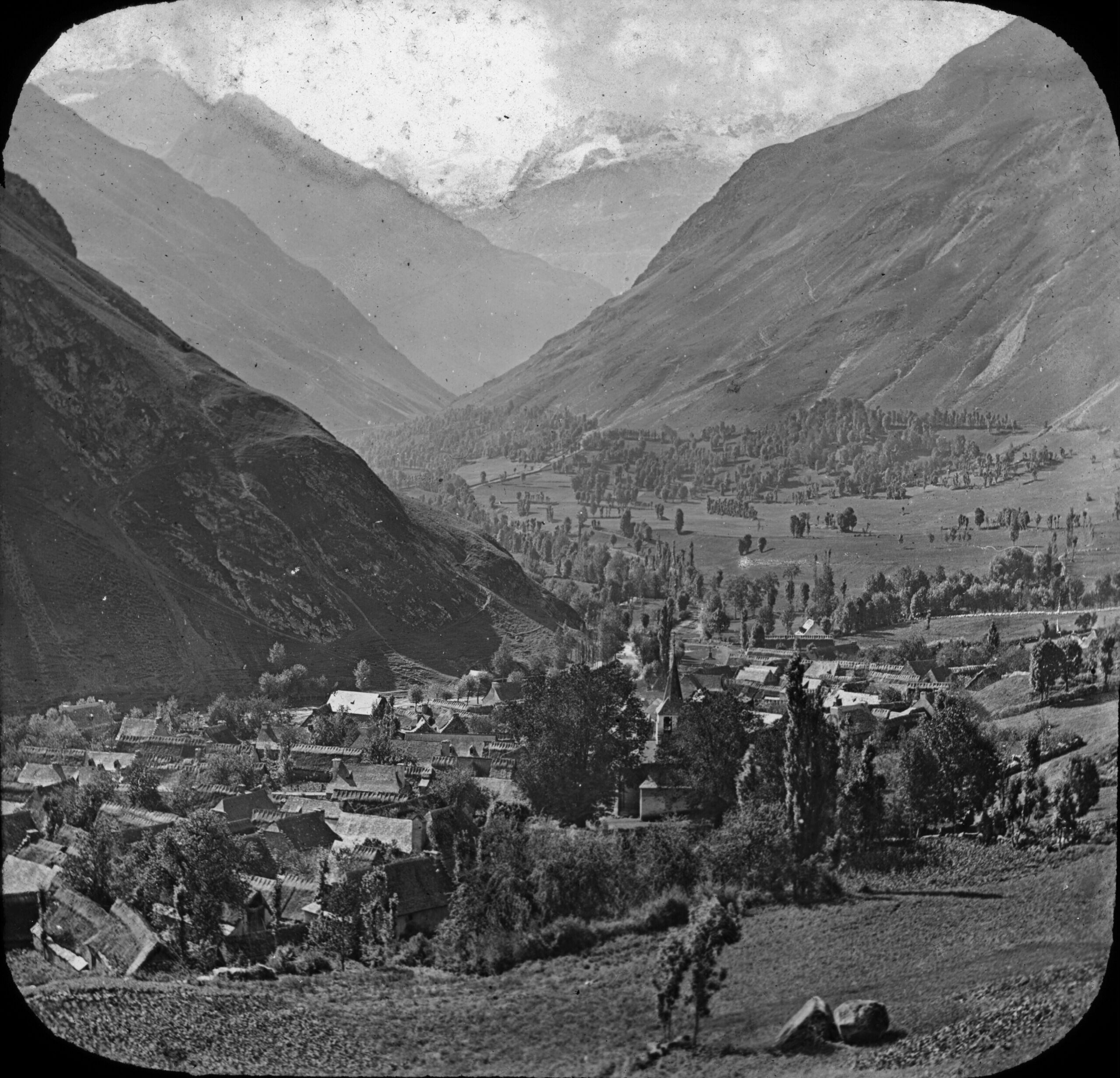
Village d'Oô en 1914.

## Politique et administration

### Administration municipale
Le nombre d'habitants au recensement de 2011 étant compris entre 0 et 99, le nombre de membres du conseil municipal pour l'élection de 2014 est de sept,.

### Rattachements administratifs et électoraux
Commune faisant partie de la huitième circonscription de la Haute-Garonne, de la communauté de communes des Pyrénées Haut-Garonnaises et du canton de Bagnères-de-Luchon (avant le redécoupage départemental de 2014, Oô faisait partie de l'ex-canton de Saint-Béat) et avant le 1er janvier 2017 elle faisait partie de la communauté de communes du canton de Saint-Béat.

### Liste des maires
| Période                                  | Période  | Identité             | Étiquette | Qualité |
| ---------------------------------------- | -------- | -------------------- | --------- | ------- |
| Les données manquantes sont à compléter. |          |                      |           |         |
|                                          |          |                      |           |         |
| mars 2001                                | 2015     | Jacques Rives        | PS        |         |
| 2016                                     | mai 2020 | Jean-Pierre Oustalet |           |         |
| mai 2020                                 | En cours | Jean-Jacques Rives   |           |         |

## Population et société

### Démographie

#### Évolution démographique
L'évolution du nombre d'habitants est connue à travers les recensements de la population effectués dans la commune depuis 1793. Pour les communes de moins de 10 000 habitants, une enquête de recensement portant sur toute la population est réalisée tous les cinq ans, les populations de référence des années intermédiaires étant quant à elles estimées par interpolation ou extrapolation. Pour la commune, le premier recensement exhaustif entrant dans le cadre du nouveau dispositif a été réalisé en 2004.

En 2022, la commune comptait 103 habitants, en évolution de +17,05 % par rapport à 2016 (Haute-Garonne : +8,02 %, France hors Mayotte : +2,11 %).
| 1793 | 1800 | 1806 | 1821 | 1831 | 1836 | 1841 | 1846 | 1851 |
| ---- | ---- | ---- | ---- | ---- | ---- | ---- | ---- | ---- |
| 307  | 332  | 330  | 349  | 376  | 425  | 428  | 433  | 408  |

| 1856 | 1861 | 1866 | 1872 | 1876 | 1881 | 1886 | 1891 | 1896 |
| ---- | ---- | ---- | ---- | ---- | ---- | ---- | ---- | ---- |
| 368  | 363  | 305  | 333  | 338  | 318  | 307  | 314  | 257  |

| 1901 | 1906 | 1911 | 1921 | 1926 | 1931 | 1936 | 1946 | 1954 |
| ---- | ---- | ---- | ---- | ---- | ---- | ---- | ---- | ---- |
| 230  | 229  | 207  | 259  | 199  | 174  | 155  | 146  | 144  |

| 1962 | 1968 | 1975 | 1982 | 1990 | 1999 | 2004 | 2006 | 2009 |
| ---- | ---- | ---- | ---- | ---- | ---- | ---- | ---- | ---- |
| 135  | 103  | 117  | 106  | 105  | 108  | 106  | 104  | 110  |

| 2014 | 2019 | 2022 | - | - | - | - | - | - |
| ---- | ---- | ---- | - | - | - | - | - | - |
| 94   | 101  | 103  | - | - | - | - | - | - |

Le maximum de la population a été atteint en 1846 avec 433 habitants.

#### Pyramide des âges
La population de la commune est relativement âgée.
En 2018, le taux de personnes d'un âge inférieur à 30 ans s'élève à 23,7 %, soit en dessous de la moyenne départementale (38,8 %). À l'inverse, le taux de personnes d'âge supérieur à 60 ans est de 37,6 % la même année, alors qu'il est de 21,7 % au niveau départemental.
En 2018, la commune comptait 50 hommes pour 47 femmes, soit un taux de 51,55 % d'hommes, largement supérieur au taux départemental (48,73 %).
Les pyramides des âges de la commune et du département s'établissent comme suit.
| Hommes | Classe d’âge | Femmes |
| ------ | ------------ | ------ |
| 0,0    | 90 ou +      | 4,1    |
| 9,6    | 75-89 ans    | 6,1    |
| 26,9   | 60-74 ans    | 28,6   |
| 21,2   | 45-59 ans    | 18,4   |
| 19,2   | 30-44 ans    | 18,4   |
| 3,8    | 15-29 ans    | 10,2   |
| 19,2   | 0-14 ans     | 14,3   |

| Hommes | Classe d’âge | Femmes |
| ------ | ------------ | ------ |
| 0,7    | 90 ou +      | 1,6    |
| 5,8    | 75-89 ans    | 7,9    |
| 13,5   | 60-74 ans    | 14,7   |
| 19,3   | 45-59 ans    | 18,8   |
| 20,8   | 30-44 ans    | 19,9   |
| 22     | 15-29 ans    | 20,7   |
| 17,9   | 0-14 ans     | 16,4   |

### Enseignement
Oô fait partie de l'académie de Toulouse.

### Culture et festivité
Panthéon pyrénéen, fêtes du feu du solstice d'été dans les Pyrénées,

### Activités sportives
Chasse, randonnée pédestre,

### Écologie et recyclage
La collecte et le traitement des déchets des ménages et des déchets assimilés ainsi que la protection et la mise en valeur de l'environnement se font dans le cadre de la communauté de communes des Pyrénées Haut-Garonnaises.

#### Protection environnementale
La zone Natura 2000 de la Haute vallée d'Oô est classé en zone spéciale de conservation (en référence à la Directive Habitats) depuis 2007, avec une superficie de 3 407 hectares, elle s'étend sur une partie de la commune d'Oô.
La zone Natura 2000 des Vallées du Lis, de la Pique et d'Oô est classé en zone de protection spéciale (en référence à la Directive Oiseaux) depuis 2006, avec une superficie de 10 515 hectares, elle s'étend sur une partie de la commune d'Oô.
Ces deux zones Natura 2000 se superposent sur une partie de leur superficie.

## Économie

### Emploi
|                | 2008   | 2013  | 2018  |
| -------------- | ------ | ----- | ----- |
| Commune        | 11,8 % | 3,6 % | 5,3 % |
| Département    | 7,7 %  | 9,6 % | 9,3 % |
| France entière | 8,3 %  | 10 %  | 10 %  |

En 2018, la population âgée de 15 à 64 ans s'élève à 55 personnes, parmi lesquelles on compte 73,7 % d'actifs (68,4 % ayant un emploi et 5,3 % de chômeurs) et 26,3 % d'inactifs,. En  2018, le taux de chômage communal (au sens du recensement) des 15-64 ans est inférieur à celui de la France et du département, alors qu'en 2008 la situation était inverse.
La commune fait partie de la couronne de l'aire d'attraction de Bagnères-de-Luchon, du fait qu'au moins 15 % des actifs travaillent dans le pôle,. Elle compte 25 emplois en 2018, contre 16 en 2013 et 14 en 2008. Le nombre d'actifs ayant un emploi résidant dans la commune est de 37, soit un indicateur de concentration d'emploi de 66,2 % et un taux d'activité parmi les 15 ans ou plus de 50 %.
Sur ces 37 actifs de 15 ans ou plus ayant un emploi, 8 travaillent dans la commune, soit 21 % des habitants. Pour se rendre au travail, 89,7 % des habitants utilisent un véhicule personnel ou de fonction à quatre roues, 2,6 % les transports en commun, 2,6 % s'y rendent en deux-roues, à vélo ou à pied et 5,1 % n'ont pas besoin de transport (travail au domicile).

### Activités hors agriculture

#### Secteurs d'activités
13 établissements sont implantés  à Oô au 31 décembre 2019.
Le secteur du commerce de gros et de détail, des transports, de l'hébergement et de la restauration est prépondérant dans la commune puisqu'il représente 46,2 % du nombre total d'établissements de la commune (6 sur les 13 entreprises implantées  à Oô), contre 25,9 % au niveau départemental.

#### Entreprises et commerces

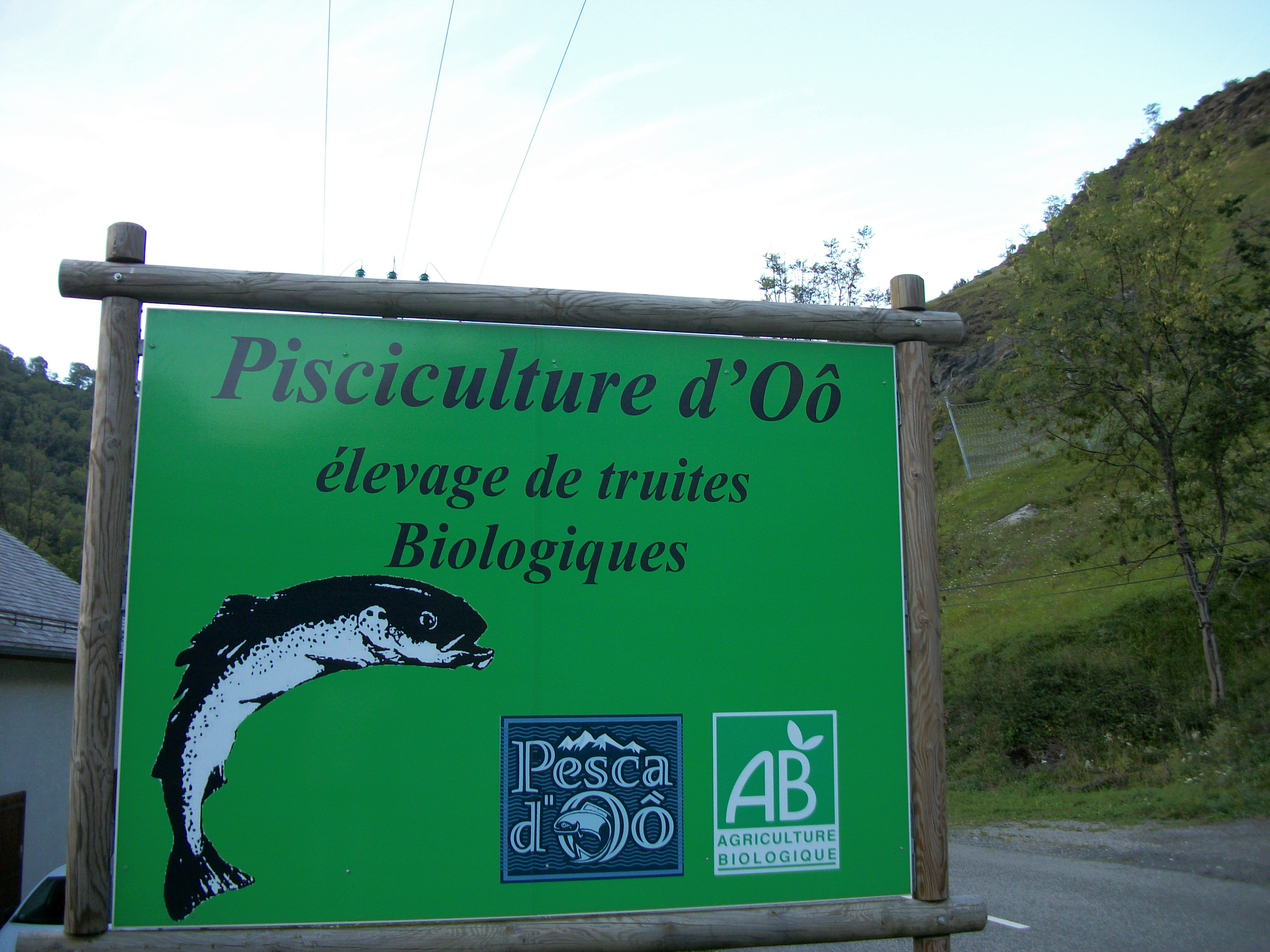
Pisciculture d'Oô.

Depuis 1960 une pisciculture s'est développée sur la Neste d'Oô avec l'élevage de truites. En 2002 la pisciculture d'Oô est passée en mode d'élevage biologique,.

### Agriculture
|               | 1988 | 2000 | 2010 | 2020 |
| ------------- | ---- | ---- | ---- | ---- |
| Exploitations | 15   | 13   | 10   | 7    |
| SAU (ha)      | 145  | 172  | 188  | 126  |

La commune est dans les « Pyrénées centrales », une petite région agricole occupant le sud du département de la Haute-Garonne, massif montagneux où s’étagent les vallées profondes, la forêt et les zones intermédiaires, les estives. En 2020, l'orientation technico-économique de l'agriculture  dans la commune est l'élevage d'ovins ou de caprins. Sept exploitations agricoles ayant leur siège dans la commune sont dénombrées lors du recensement agricole de 2020 (15 en 1988). La superficie agricole utilisée est de 126 ha,,.

## Culture locale et patrimoine

### Lieux et monuments

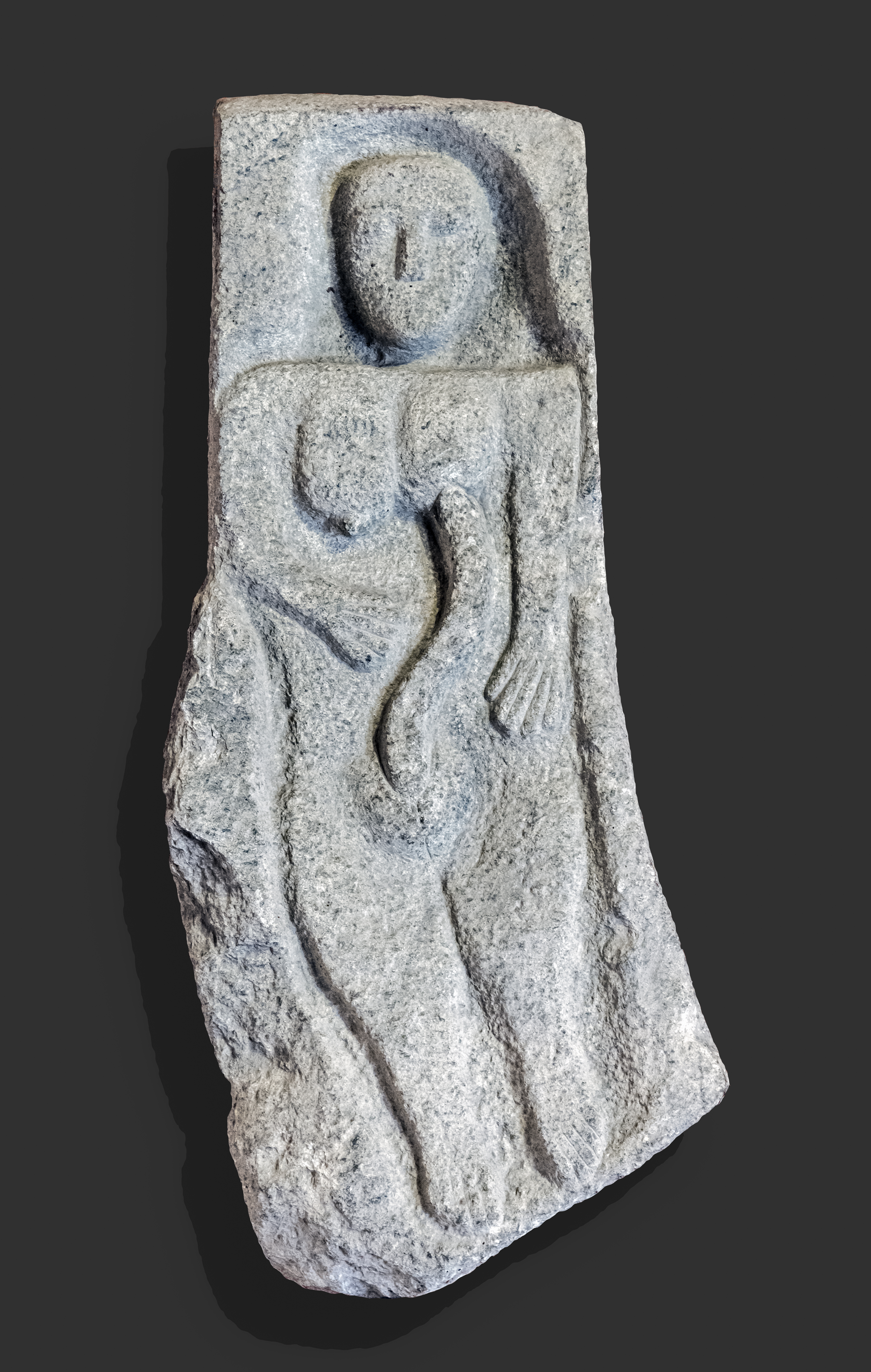
La pierre d'Oô, trouvée à Oô au XIXe siècle, aujourd'hui au musée des Augustins à Toulouse.

- Église romane Saint-Jacques du XIIe siècle.
- Tour à signaux de Castet des Xe et XIe siècles, inscrite au titre des monuments historiques depuis 1950[56].
- Lac d'Oô et nombreuses balades dans la chaîne des Pyrénées.
- À 1 800 mètres d'altitude et plus, quatre autres lacs de haute montagne parsèment la partie sud de la commune : le lac d'Espingo (où se trouve le refuge gardé d'Espingo), le Lac Saussat, le lac Glacé (ou lac du Port d'Oô) et le lac du Portillon (où se trouve le refuge gardé du Portillon).
- Val d'Esquierry : jardin botanique.

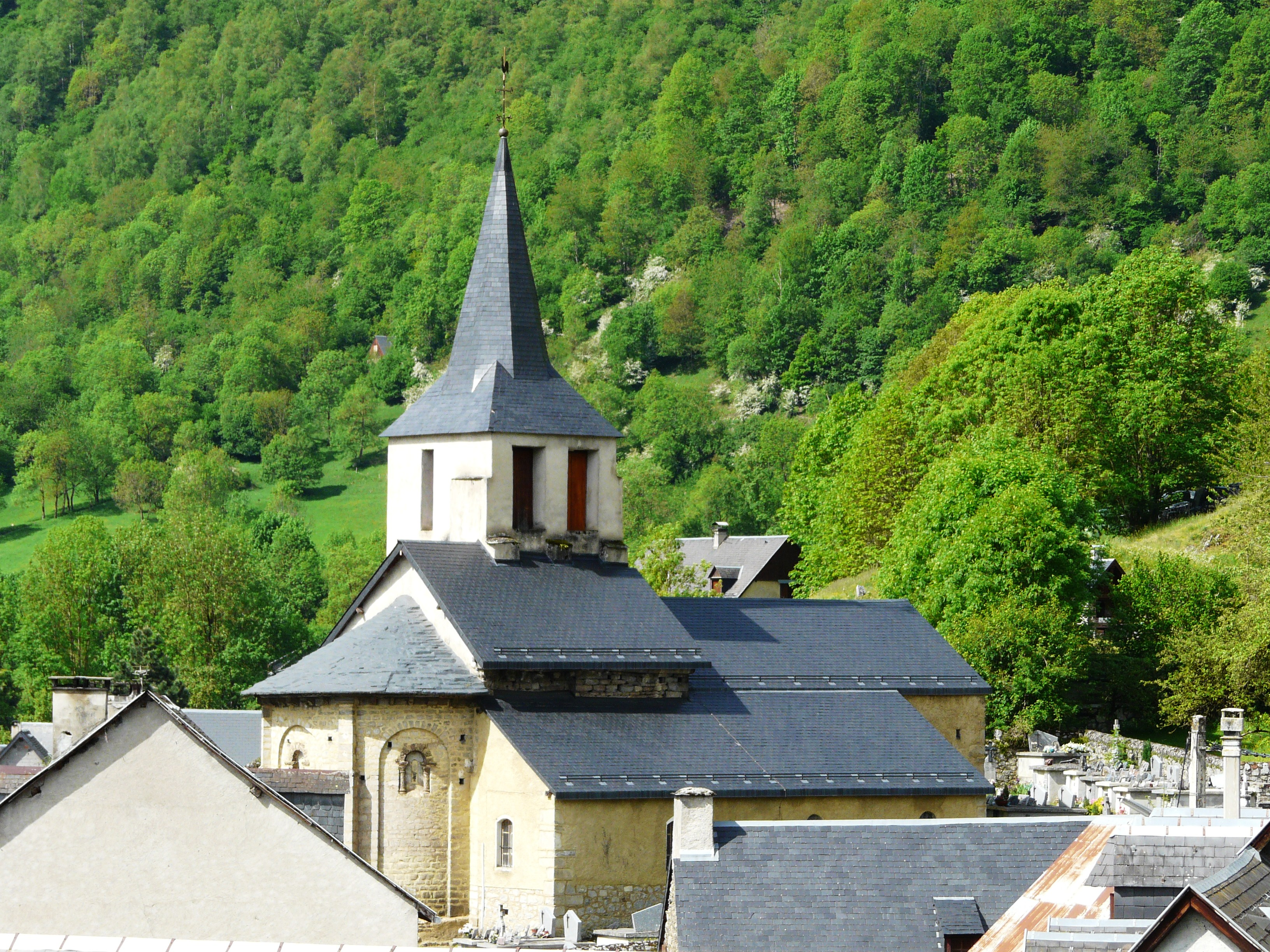
L'église Saint-Jacques.
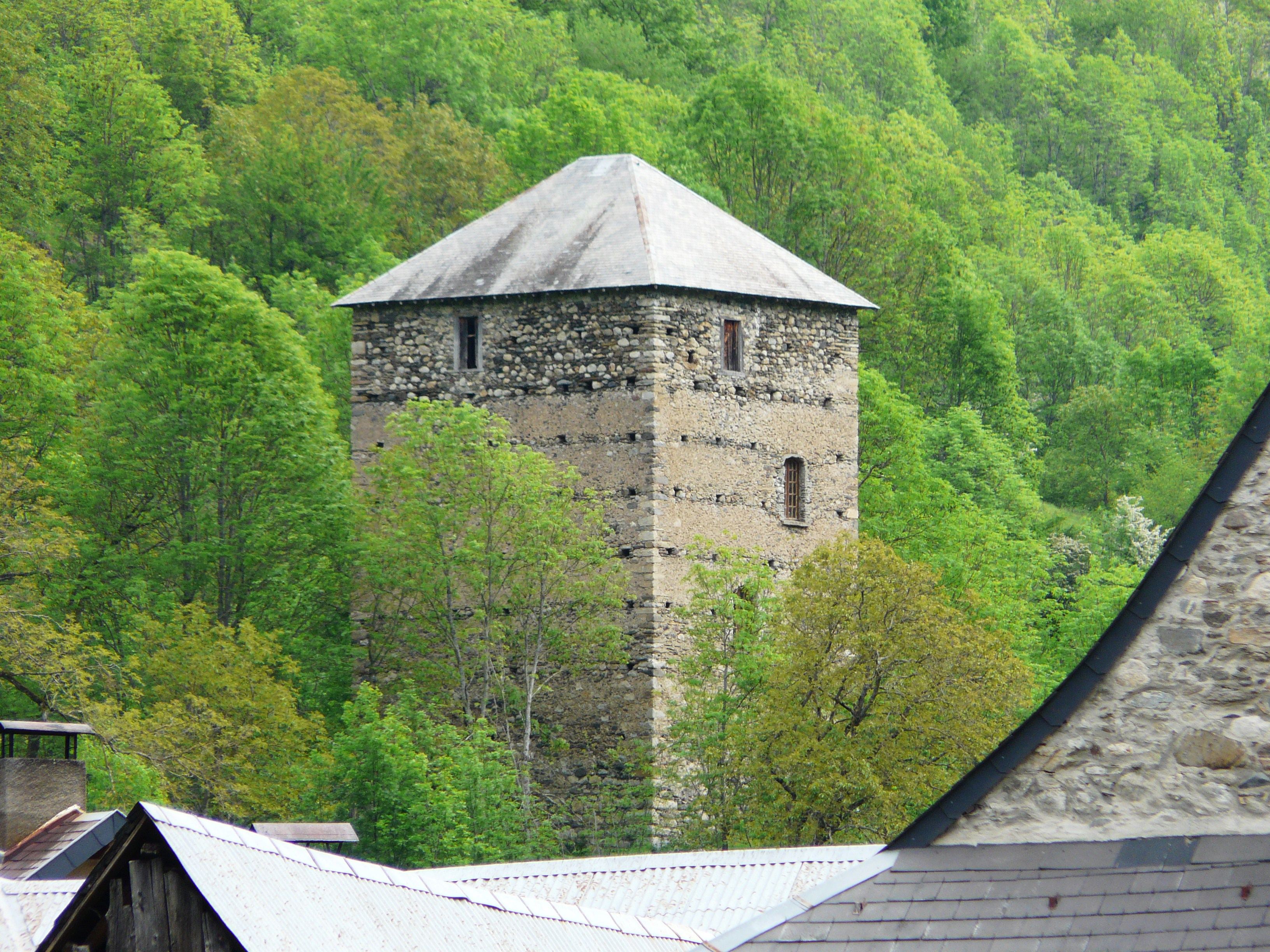
La tour à signaux de Castet.
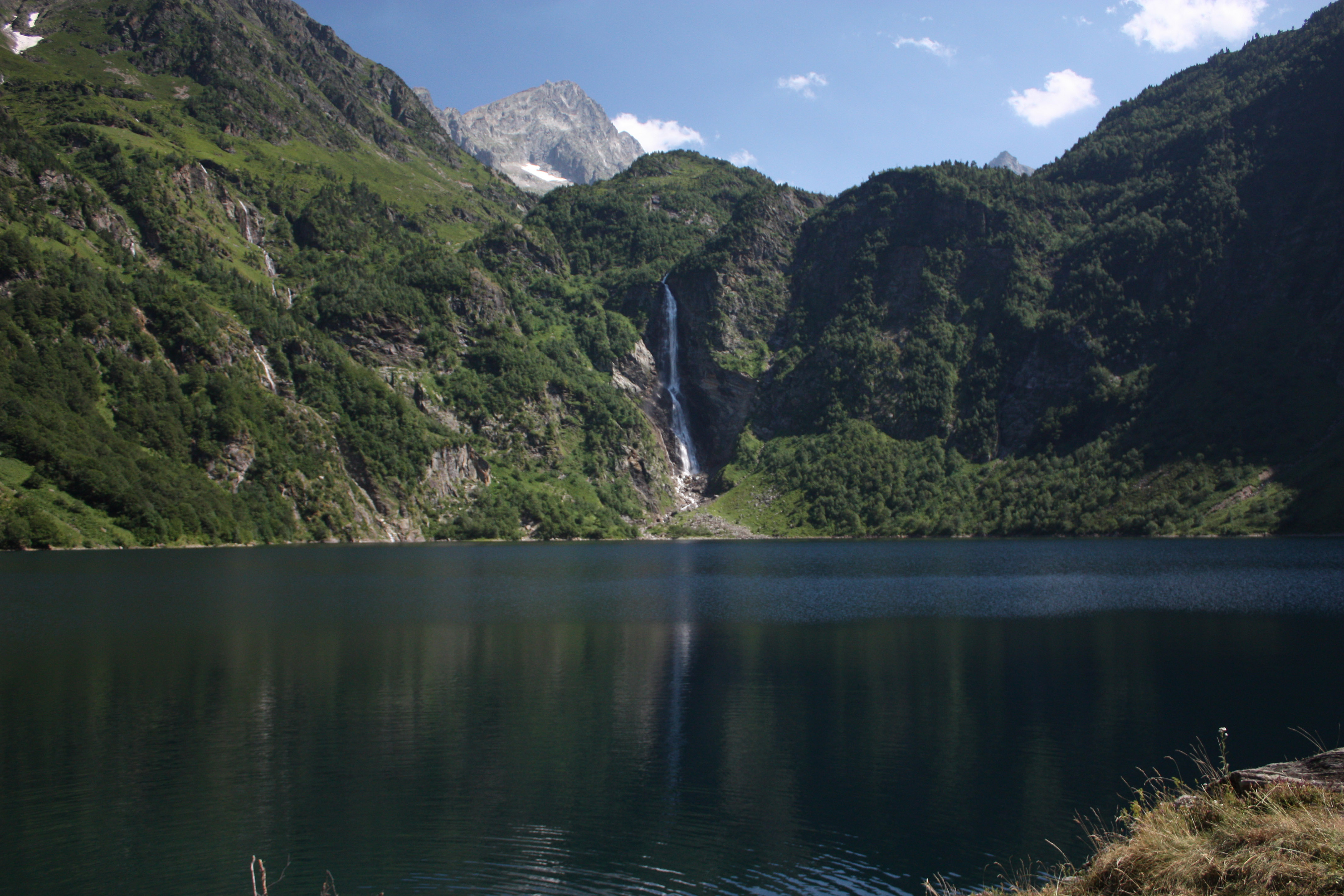
Le lac d'Oô.
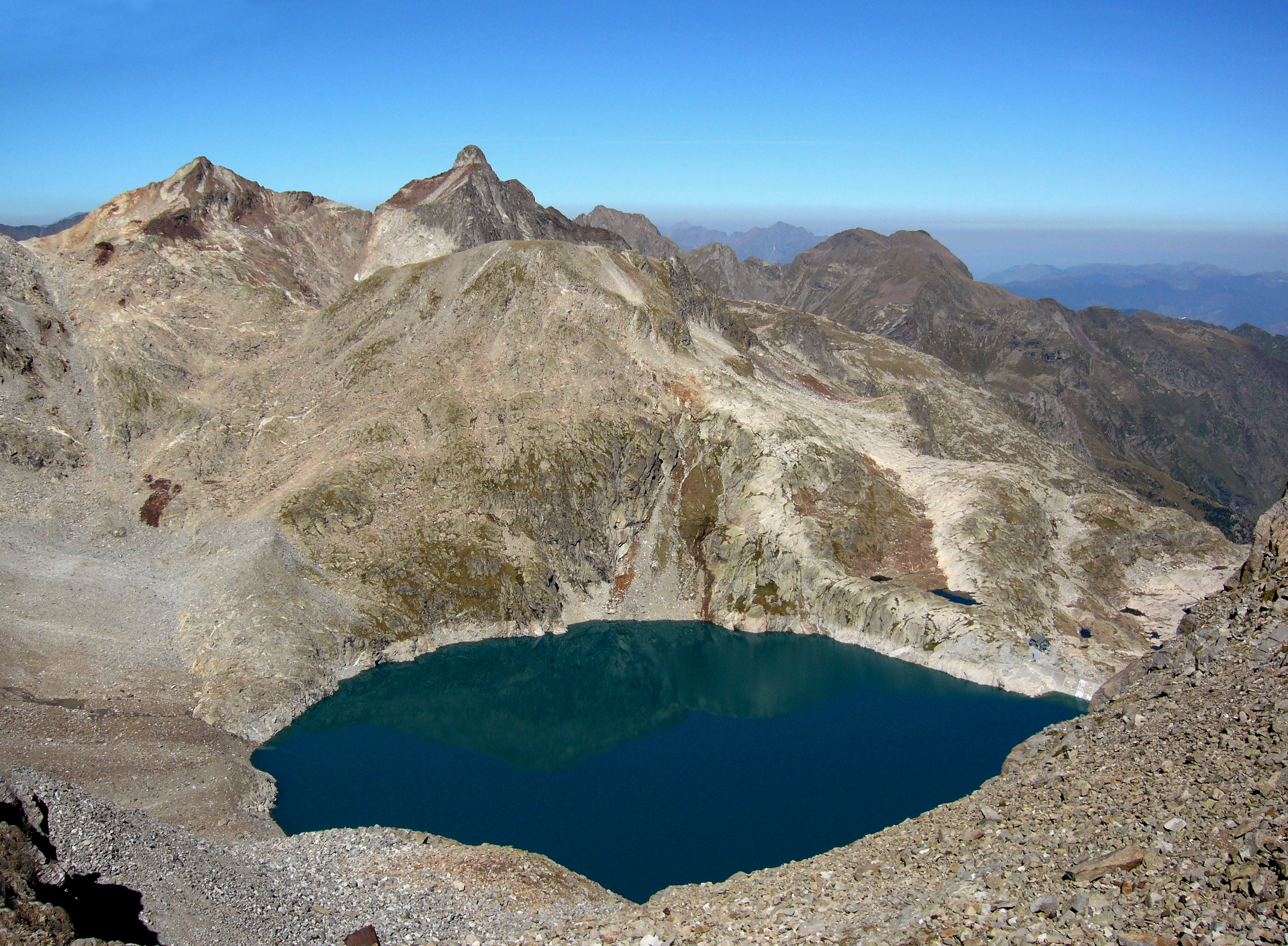
Le lac du Portillon.